# World Organization of Independent Scouts
De World Organization of Independent Scouts (WOIS) is een is een onafhankelijke internationale scoutingorganisatie.  WOIS is actief in 21 landen en vertegenwoordigd 26 nationale organisaties.

## Ontstaan
De World Organization of Independent Scouts is een afsplitsing van de World Federation of Independent Scouts.

## Activiteiten
WOIS Jamboree1ste WOIS Jamboree - 12 tot 23 februari 2020 (uiteindelijk februari 2023) - Picarquín, Chili
WOIS Moot1ste WOIS Moot - 23 tot 29 juli 2018 - Caracas, Venezuela
COTA - ROTICota staat voor "Camporee On The Air" en is vrijwel hetzelfde evenement als de Jota. Het is een jaarlijks evenement dat soms in hetzelfde weekend wordt gehouden als : Roti staat voor "Rally On The Internet" en is vrijwel hetzelfde evenement als de Joti.

## Missie en visie
MissieDe missie van de WOIS is om de niet-formele opvoeding jongeren te dienen  doormiddel van wet en belofte jongere te helpen met hun, bij te dragen aan de integrale vorming van het individu, vrede te bevorderen en een scouting zonder grenzen te bereiken op basis van traditionele scouting zoals bedacht door Robert Baden-Powell.
VisieDe visie van de WOIS is om het aantal aangesloten verenigingen te vergroten door wederzijdse samenwerking en een op democratie gebaseerd bestuurssysteem aan te moedigen om leiders te creëren die hun gemeenschap, regio’s en nationale en internationale territoria versterken.

## Bestuursstructuur

### The World Assembly
Het Wereld Assemblee is het hoogste overlegorgaan van de WOIS. Het bestaat uit de World Council, de verschillende regionale raden en nationale verenigingen. Zowel volwaardige leden als aspirant leden. 
- 1ste World Assembly - juli 2011 - Caracas, Venezuela
- 2de World Assembly - mei 2017 - Caracas, Venezuela

### World Council
De Wereld Raad heeft als doel om de besluiten van de Wereld Assemblee in alle wereldaangelegenheden te behartigen. Eenmaal per maand komt de raad bij elkaar, om het werk van de regio’s en het wereldteam te analyseren.

### Regional Council
De Regionale Raden zijn de operationele uitvoerende teams van de WOIS. In een regioraad zit in ieder geval een volwaardig lid van elke nationale organisatie van de desbetreffende regio. Hun hoofd doel is het uitvoeren van de plannen van de World Council en de World Assembly.

## Betrokken Organisaties
- Chili - Federación Nacional de Boy Scouts y Girl Guides de Chile
- Colombia - Organización Scouts Independientes De Colombia (ook betrokken bij de World Organization of Traditional Scouts Gilwell) [2]
- Ecuador - Asociaciön Ecuatoriana de Scouts
- Paraguay - Baden Powell Scouts-Paraguay
- Turkije - Trakya İzciler Birliği
- Uruguay - Scouts de Uruguay
- Venezuela - Asociación Civil Scouts Independientes de Venezuela